# Regenerator

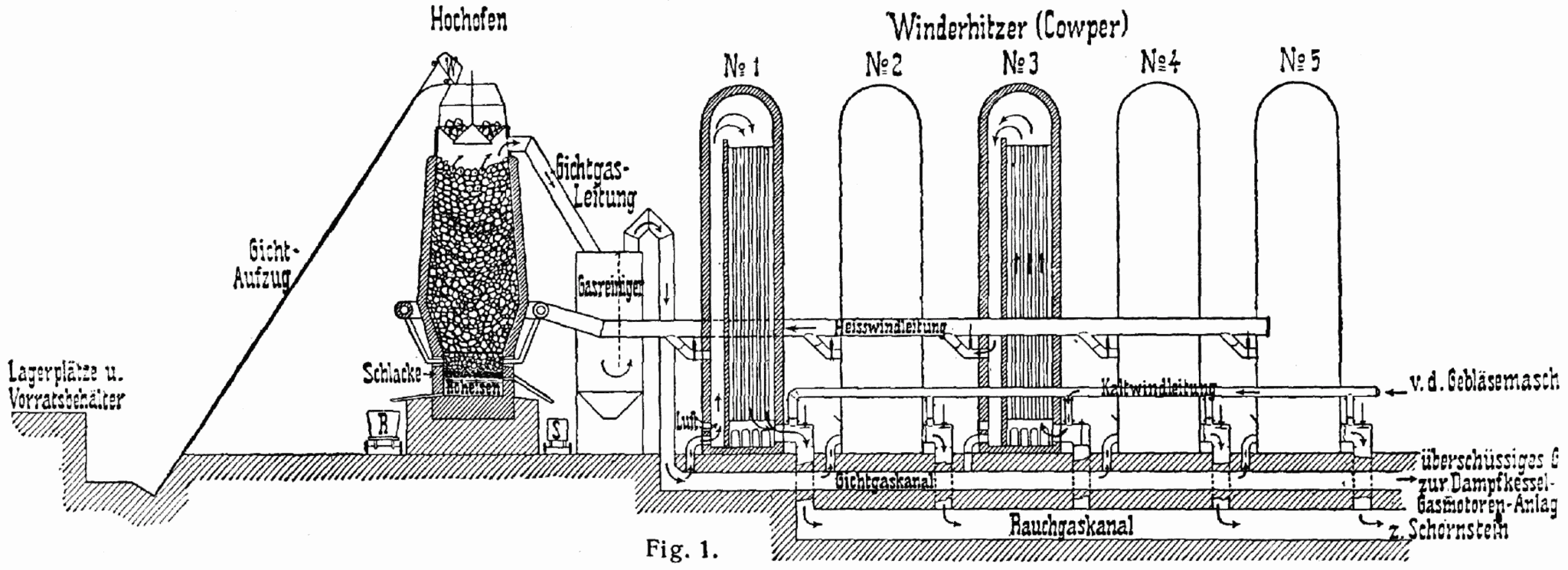
Principe van een regenerator na een hoogoven

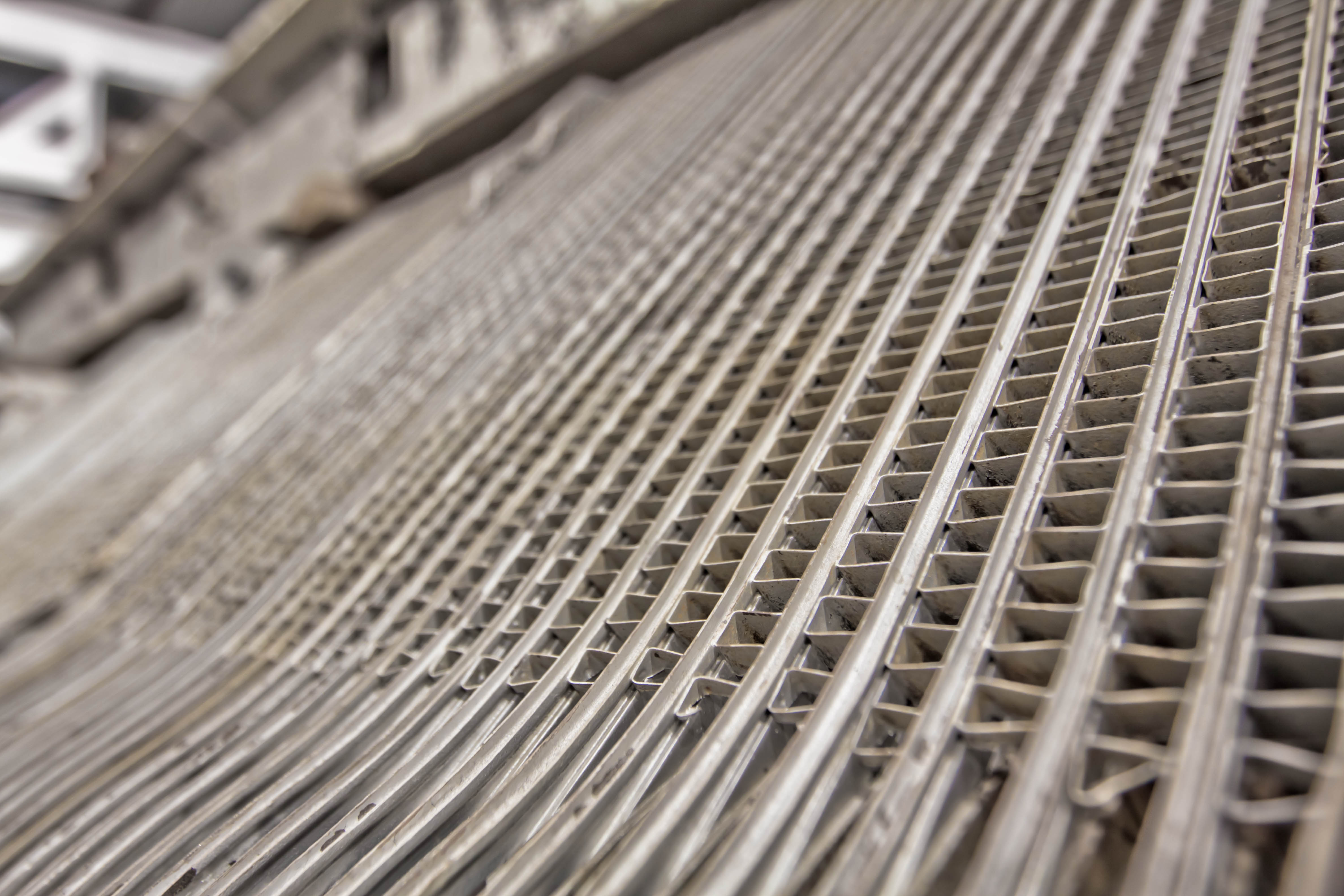
Een regenerator bvb. voor een Stirlingmotor

De regenerator is het onderdeel in de stirlingmotor dat bij isochore temperatuurdaling de warmte uit de lucht opneemt. Bij de isochore temperatuurstijging wordt de warmte in de regenerator opgeslagen dan terug aan de lucht afgegeven.
De regenerator is een soort “warmtespons”, hij moet goed warmte kunnen opslaan. De regenerator kan bijvoorbeeld bestaan uit staalwol, geperforeerde staalplaat of traliën.
De regenerator werd door zijn Schotse uitvinder Robert Stirling (uitvinder van de stirlingmotor) “economiser” genoemd.